# Karl Groß
Pour les articles homonymes, voir Gross.
Karl Diedrich Adolf Groß (né le 25 avril 1833 à Brake et mort le 4 janvier 1905 dans la même ville) est un entrepreneur et armateur oldenbourgeois. En tant qu'homme politique, il est président du parlement oldenbourgeois (de) de 1896 à 1905.

## Biographie
Groß est le fils du marchand et aubergiste Braker Gerhard Groß (1789-1881) et de sa femme Lucia Cornelie Christine née Folte (1793-1859). Il est d'abord éduqué par des tuteurs privés, puis étudie au lycée et à la classe supérieure du lycée (de) d'Oldenbourg. En 1849, il devint marin dans la flotte impériale, qui est sous le commandement de son futur beau-frère Karl Rudolf Brommy (de). Après sa dissolution, il passe à la marine marchande en 1852 et conduit comme marin et finalement comme barreur en chef, principalement sur les routes américaines et australiennes. En 1857, il retourne à Brake et rejoint l'administration du chantier naval fondé par son père à Hammelwarden près de Brake. En 1865, il reprend l'entreprise, mais y renonce en 1871, la conversion à la construction navale en fer détruisant les chantiers navals en bois sur la Weser. Après une période de transition en tant qu'associé dans une société de transport Braker, il fonde sa propre société de transport et de navigation en 1876, qui se développe rapidement et, avec la société Johannes Müller, obtient une position de monopole dans le port de Brake.
Groß est également activement impliqué dans les organisations d'autonomie gouvernementale économique ainsi que dans la politique locale et étatique. De 1873 jusqu'à sa mort, il est le 1er président du Braker Handelsverein et 2e président de la chambre de commerce d'Oldenbourg, fondée en 1900. Il est membre de longue date et parfois président du conseil municipal de Brake et également membre du conseil local. De 1881 à 1883 et de 1887 à 1905, il est membre du parlement oldenbourgeois (de), et depuis 1896 également son président.
Groß est également consul de Belgique et le vice-consul de Grande-Bretagne.

## Famille
Le 20 mai 1862, il épouse Amalie (Emma) Friederike Sophie née Bartels (1839-1916). Le couple a cinq enfants, dont Ida (1868-1889) épouse Albert Erk (1860-1934), qui devient plus tard président du tribunal régional d'Oldenbourg.

## Publication
- Tagebuch des Seejunkers Diedrich Adolph Karl Groß 1851-1855. Oldenburg. 1960.